# 岡山県道354号馬橋平福線
岡山県道354号馬橋平福線（おかやまけんどう354ごう まばしひらふくせん）は、岡山県勝田郡勝央町から美作市に至る一般県道である。

## 概要
勝田郡勝央町豊久田と美作市平福を結ぶ。

### 路線データ
- 起点：勝田郡勝央町豊久田（国道429号交点）
- 終点：美作市平福（国道179号交点）
- 総延長：9.97 km
- 実延長：9.93 km

## 歴史
- 1960年（昭和35年）3月18日 - 岡山県告示第335号により認定される。
- 1972年（昭和47年） - 岡山県の県道番号再編により現行の路線番号に変更される。
- 2005年（平成17年）3月31日 - 勝田郡勝田町と英田郡に属する町村（西粟倉村を除く）が対等合併して美作市が発足したことに伴い終点の地名表記が変更される（英田郡美作町平福→美作市平福）。

## 路線状況

### 重複区間
- 岡山県道51号美作奈義線（美作市北山）

### 道路施設

#### 橋梁
- 渡里橋（曽井川、美作市）

## 地理

### 通過する自治体
- 岡山県
  - 勝田郡勝央町 - 美作市

### 交差する道路
| 交差する道路                        | 市町村名 | 市町村名 | 交差する場所 | 交差する場所 |
| ----------------------------------- | -------- | -------- | ------------ | ------------ |
| 国道429号                           | 勝田郡   | 勝央町   | 豊久田       | 起点         |
| 津山広域農道                        | 勝田郡   | 勝央町   | 豊久田       |              |
| 岡山県道355号豊久田平線             | 勝田郡   | 勝央町   | 豊久田       |              |
| 岡山県道51号美作奈義線 重複区間起点 | 美作市   | 美作市   | 北山         |              |
| 岡山県道51号美作奈義線 重複区間終点 | 美作市   | 美作市   | 北山         |              |
| 岡山県道388号馬形美作線             | 美作市   | 美作市   | 楢原中       |              |
| 国道179号                           | 美作市   | 美作市   | 平福         | 終点         |

### 交差する鉄道
- 姫新線

### 沿線
- 美作カントリークラブ
- JR西日本姫新線 楢原駅
- 美作市立美作北小学校